# Georges Mollard
Georges Henri Joseph Mollard (Cannes, 25 de abril de 1902 — 2 de novembro de 1986) foi um velejador francês, medalhista olímpico. Ele competiu nos Jogos Olímpicos de Verão de 1924 na classe 8 Metre e conquistou a medalha de bronze na disputa realizada a bordo do Namousse com Louis Charles Breguet, Pierre Gauthier, Robert Girardet e André Guerrier.